# Роель Веласко
Рое́ль Вела́ско (англ. Roel Velasco; 26 червня 1972, Баго, Західний Негрос) — філіппінський боксер першої найлегшої ваги, призер Олімпійських ігор 1992, призер чемпіонату світу.
Роель Веласко — старший брат Мансуето Веласко, боксера теж першої найлегшої ваги, олімпійського медаліста (1996), чемпіона Азійських ігор.

## Спортивна кар'єра
На чемпіонаті світу 1991 Роель Веласко здобув перемогу в першому бою, але в 1/8 програв Палу Лакатошу (Угорщина).
1992 року став чемпіоном Азії в першій найлегшій вазі.
На Олімпійських іграх 1992 завоював бронзову медаль в першій найлегшій вазі.
- В першому раунді переміг Джеймса Ваніні (Кенія) — 16-1
- В другому раунді переміг Раджендра Прасада (Індія) — 15-6
- В 1/4 фіналу переміг Романа Вільямса (Велика Британія) — 7-6
- В півфіналі програв Рохеліо Марсело (Куба) — RSCH-1

1997 року Роель Веласко став срібним призером чемпіонату світу.
- В 1/8 фіналу переміг Рафаеля Лосано (Іспанія) — (+)4-4
- В 1/4 фіналу переміг Каору Мурахасі (Японія) — 9-3
- В півфіналі переміг Рудольфа Діді (Словаччина) — 7-4
- В фіналі програв Маікро Ромеро (Куба) — 1-9

Того ж 1997 року Веласко вдало виступив на чемпіонаті Італії, Кубку Роберто Баладо на Кубі і першому по запрошенням чемпіонаті Мухаммеда Алі в США.
1998 року на Іграх доброї волі став бронзовим призером.
Після завершення виступів працював тренером з боксу.